# Un thé noir au citron
Pour plus de détails, voir Fiche technique et Distribution.
Un thé noir au citron (Chá Forte com Limão) est un drame historique franco-portugais réalisé par António de Macedo et sorti en 1993.

## Fiche technique
- Titre français : Un thé noir au citron[1]
- Titre original italien  : Chá Forte com Limão[2]
- Réalisateur : António de Macedo
- Scénario : António de Macedo, Jean Léon
- Photographie : Manuel Costa e Silva
- Montage : Pedro Pinheiro
- Musique : António de Sousa Dias
- Décors : Fernando Filipe
- Production : Olivia Varela, Freitas Cruz, Jean-Luc Denechau, Nicolas Tronc
- Société de production : Cinequanon, Fundação Calouste Gulbenkian, Instituto do Cinema e do Audiovisual, Rádio e Televisão de Portugal, Thèmes Productions
- Pays de production :  Portugal -  France
- Langue originale : portugais
- Format : Couleur - 1,33:1
- Durée : 101 minutes
- Genre : Drame historique
- Dates de sortie :
  - Portugal : 21 mai 1993
  - France : 24 août 1994

## Distribution
- Eugénia Bettencourt (pt) : Adriana
- Jean-Pierre Cassel : Tiago
- Anabela Teixeira (pt) : Ermesinda
- Filipe da Costa : Jaime
- Isabel de Castro : Raquel
- Filipe Ferrer (pt) : Coronel
- Alexandre de Sousa : Conde
- Luísa Barbosa (pt) : Carlota
- Maria José Miranda : Emília
- Carlos Daniel (pt) : Henrique
- Rui Pedro : Tiago (voix)